# ウズベキスタンの観光

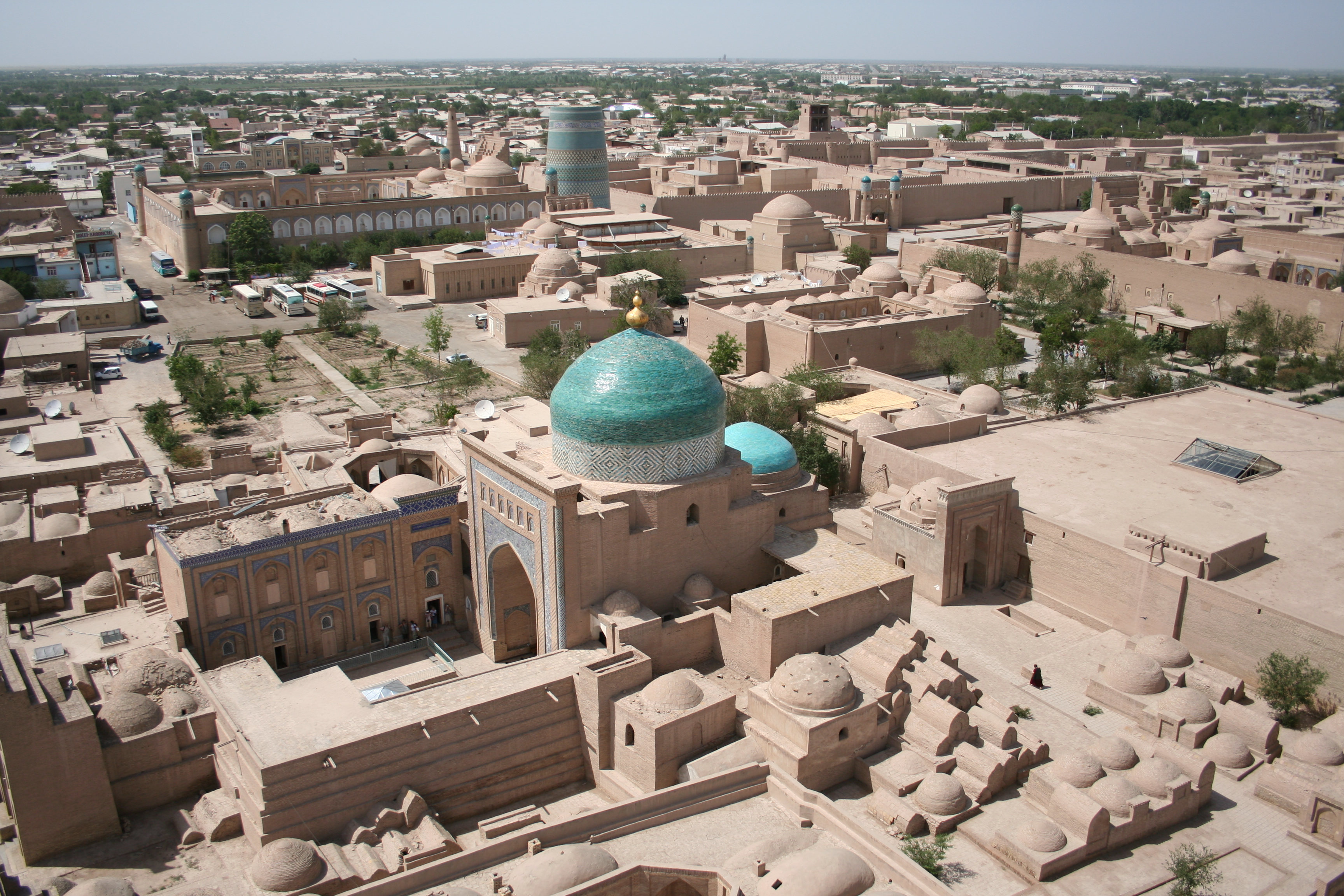
ヒヴァにあるイチャン・カラの全体像

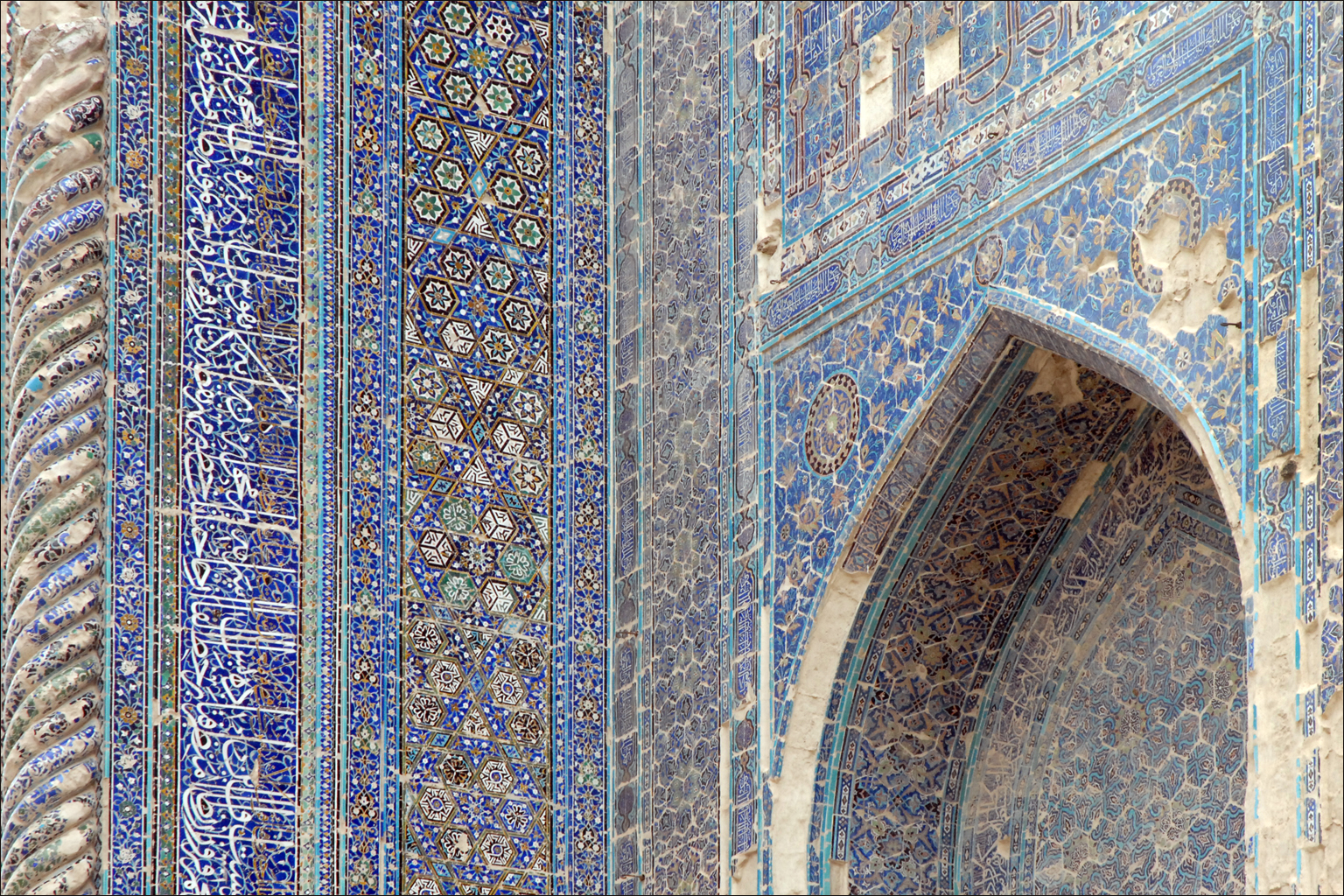
シャフリサブスのアクサライ宮殿跡

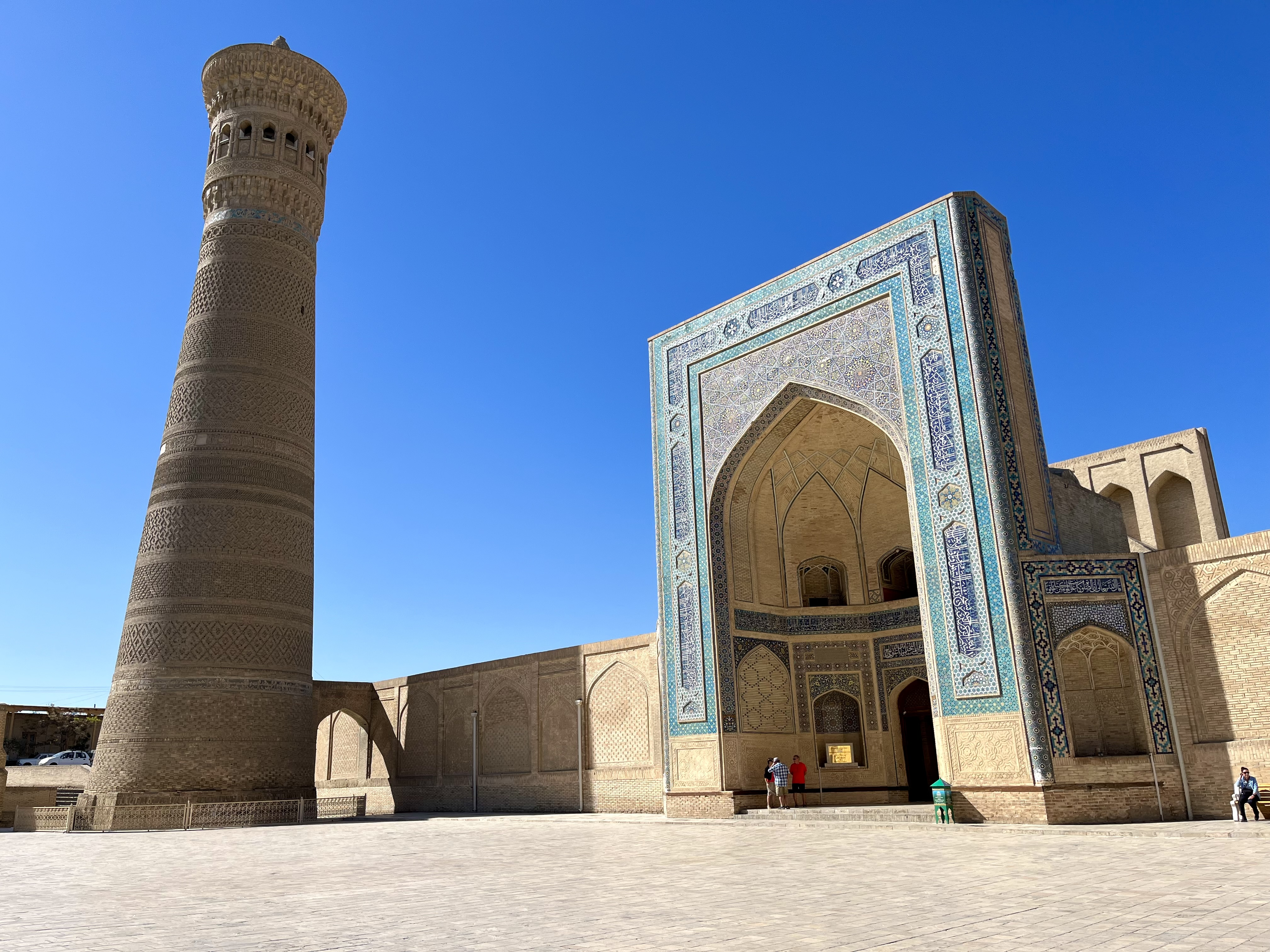
カラーン・モスクとカラーン・ミナレット

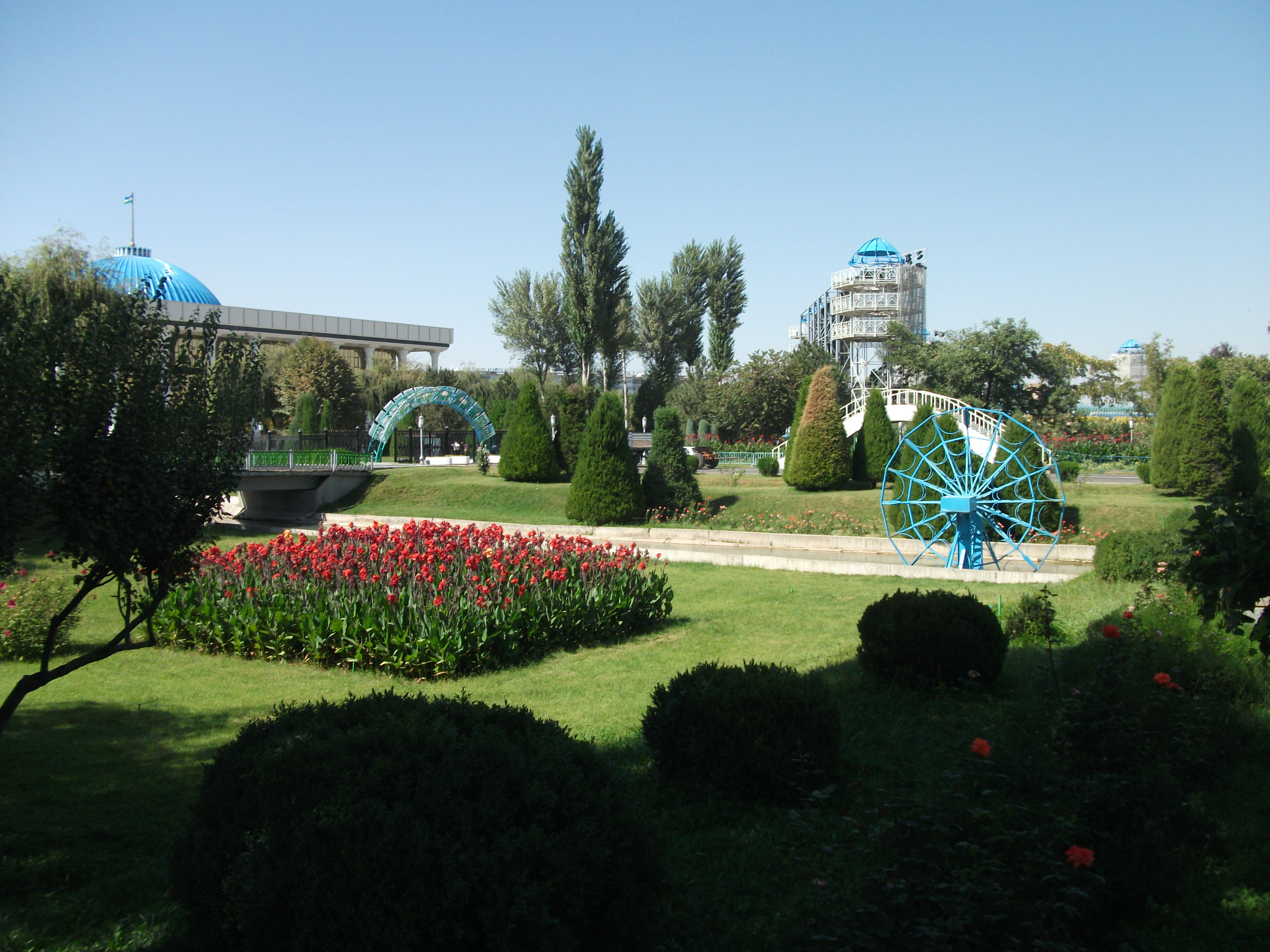
タシュケントの国立公園

本項目では、ウズベキスタンの観光について記述する。

## 概要
ウズベキスタンは近年観光産業の規模拡大に取り組んでいる。中央アジアの都市の多くは東洋と西洋をつなぐシルクロードの中継点として栄えた地域である。今日、ウズベキスタンの博物館には200万点を超える歴史的な事物が展示されており、中央アジアの人々独自の歴史、文化、精神を知る上で貴重な資料となっている。ウズベキスタンには観光客を惹きつけるような歴史、考古学、建築、自然などの分野の遺産がある。
2008年5月7日から8月27日にかけてPagetourとWalter Kafer Fremdenverkehrdienstleistungenが共同で行ったインターネット上の統計調査によると、調査に回答した者の多く (39%) は建築や歴史的な事物に興味を抱いてウズベキスタンへ観光していることがわかった。次に多かった回答 (24%) は文化、生活様式に興味を抱いたというものであった。
ウズベキスタン国内における観光客の活動としてはロッククライミングなどの屋外のスポーツから考古学的、宗教的な歴史を知ることまで様々である。
2005年には、117の国から合計240,000人の観光客がウズベキスタンを訪れた。国内の観光産業全体の収入は3,000万USドル（事前予想の90.9%）であった。また、観光局は621,700人にサービスを行い、406億スム（事前予想の73.1%）の観光サービスを行った。観光産業は5.984億スムの収入を得た。毎年秋に、ウズベキスタンの観光産業では国際観光フェアを開催している。ウズベキスタンでは未だソビエト連邦時代のスタイルを継承した複雑な手続きを含む入国審査が行われており、国際観光市場において遅れを取ることにつながっている。タシュケント国際空港はその乗り換えの難しさ、フライトの遅延、官僚的な応対への不満などにより、観光客から世界で有数のサービスの悪い空港であると指摘されている。
ウズベキスタンはカザフスタン、キルギス、タジキスタン、トルクメニスタンなどの近隣諸国とともにシルクロードの中継点に位置し、この点を活用した観光促進事業を行っている。
世界観光機関のシルクロード部局は2004年、サマルカンドに開設された。この事務局は国際組織やシルクロードに位置する諸国の観光部局の協力・調整を行う組織として設立された。ウズベキスタンはThe Region Initiative (TRI)のメンバーでもある。TRIは観光に関連した組織の傘となっており、TRIはインド、スリランカ、ネパール、パキスタン、バングラデシュなどの南アジア、カザフスタン、キルギス、タジキスタン、トルクメニスタンなどの中央アジア、アルメニア、ジョージア、ロシア、トルコ、ウクライナなどの東ヨーロッパという3つの地域を結ぶ役割を果たしている。

## 気候と作物

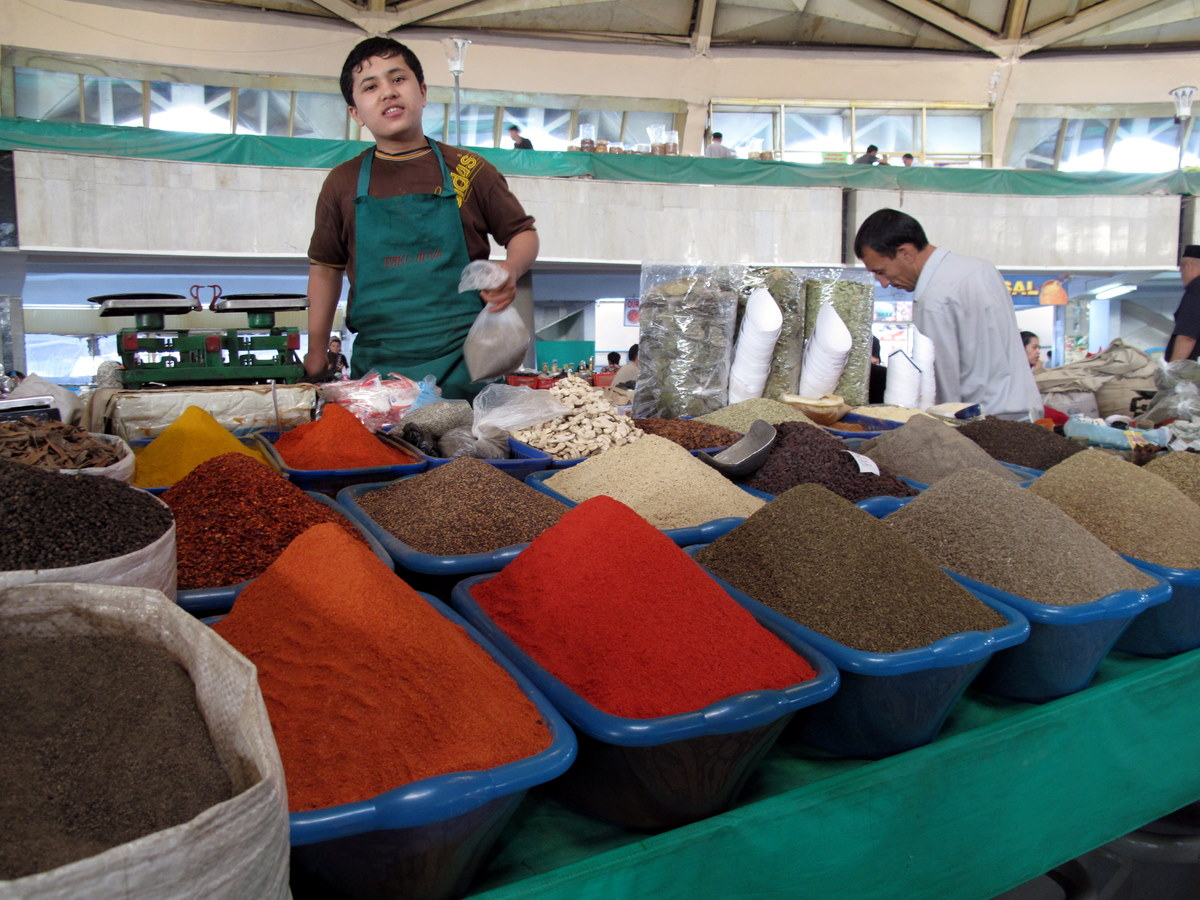
タシュケント・チョルスー・バザールの香辛料売り

ウズベキスタンの気候や自然環境は中央アジアにおいては過ごしやすい部類に入る。例えば、以前の首都であったカザフスタンのアルマトイはタシュケントの北東800kmの地点に位置し、天山山脈の影響を受けるため年間平均気温は5～8度低い。また、タシュケントから南西に1,300kmの位置にあるアシガバートは年間平均気温が8～10度高い砂漠気候である。比較的温暖な気候に加え、灌漑用水の存在、肥沃な土地などの条件により農産物の生産が盛んである。ウズベキスタンで採れるメロン、ブドウ、リンゴ、マルメロ、ナシはその品質の高さで知られている。
冬季には雪が降り、一年を通して温暖で晴れの日が多い気候であることから、スキー場を有するチムガンやベルデルサイはタシュケント付近において非常に人気のある観光スポットとなっている。

## 山間部のレジャー

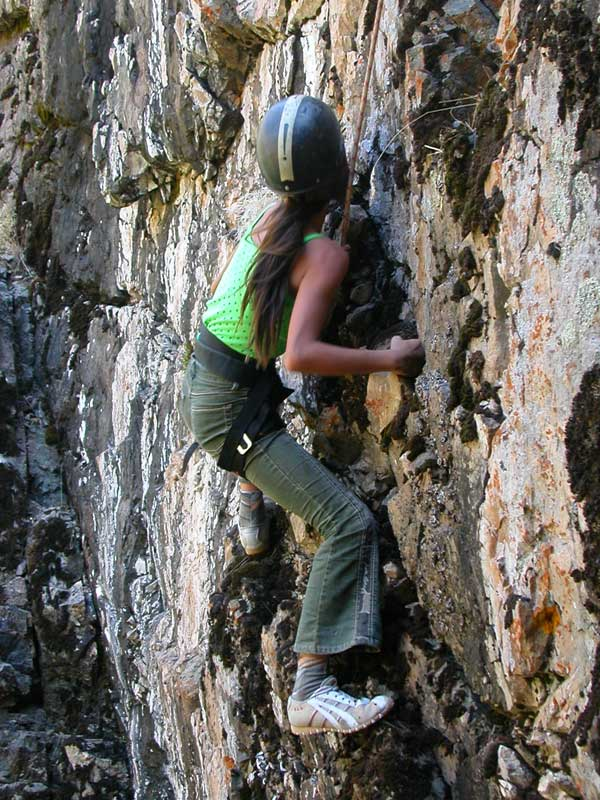
ロッククライミングをする若者

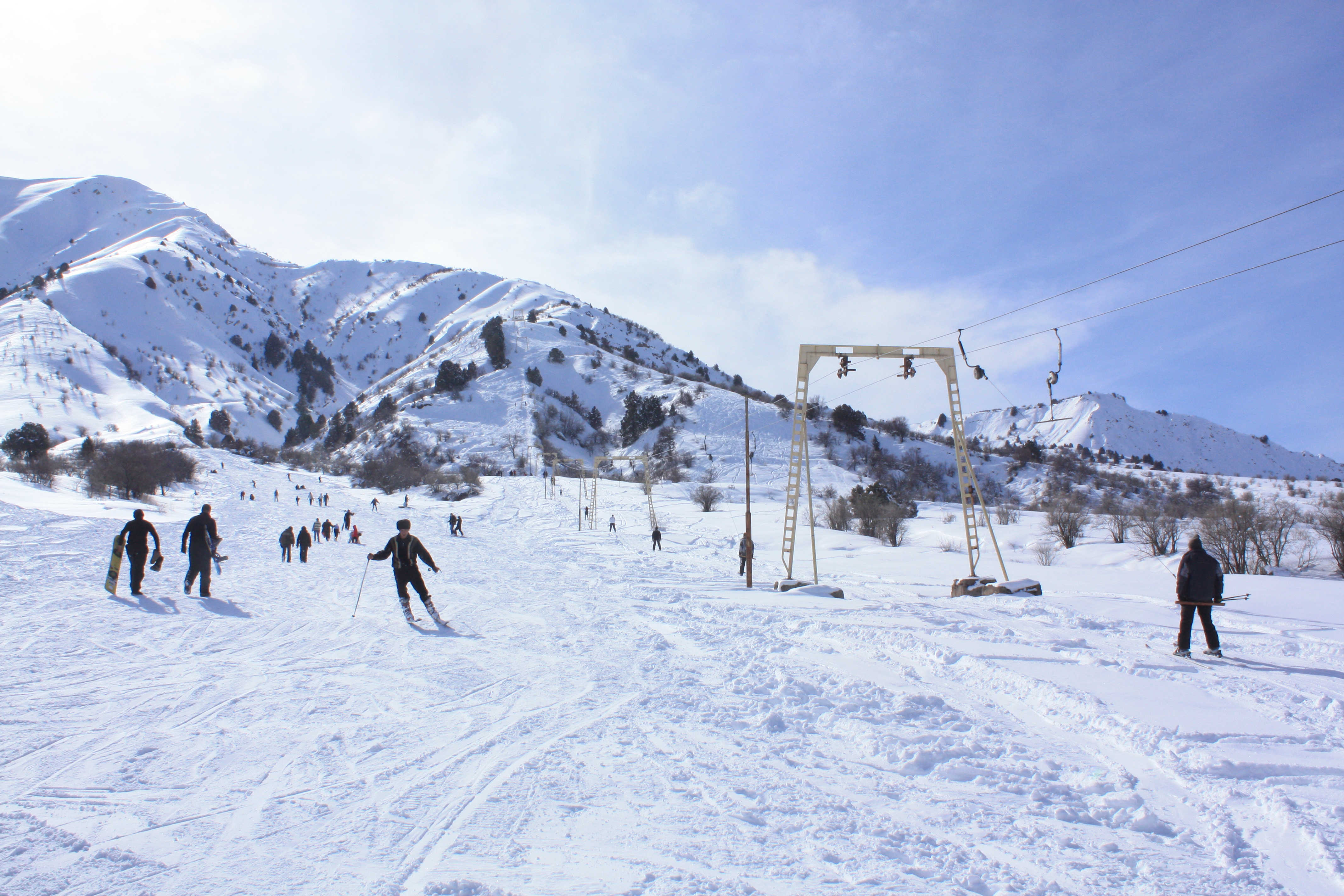
チムガンのスキー場

ウズベキスタンの山は登山やロッククライミングの愛好者にとって非常に魅了的な場所となっている。タシュケントからアクセスが容易かつ有名な場所としては大チムガン峰 (3,309 m) を有する高度1,620mのチャトカル山地付近にあるチムガン高地が挙げられる。ここではハイキング登山、乗馬、山間スキー、ハンググライダーなど様々なアトラクションを楽しむことができる。

## 歴史的な建造物

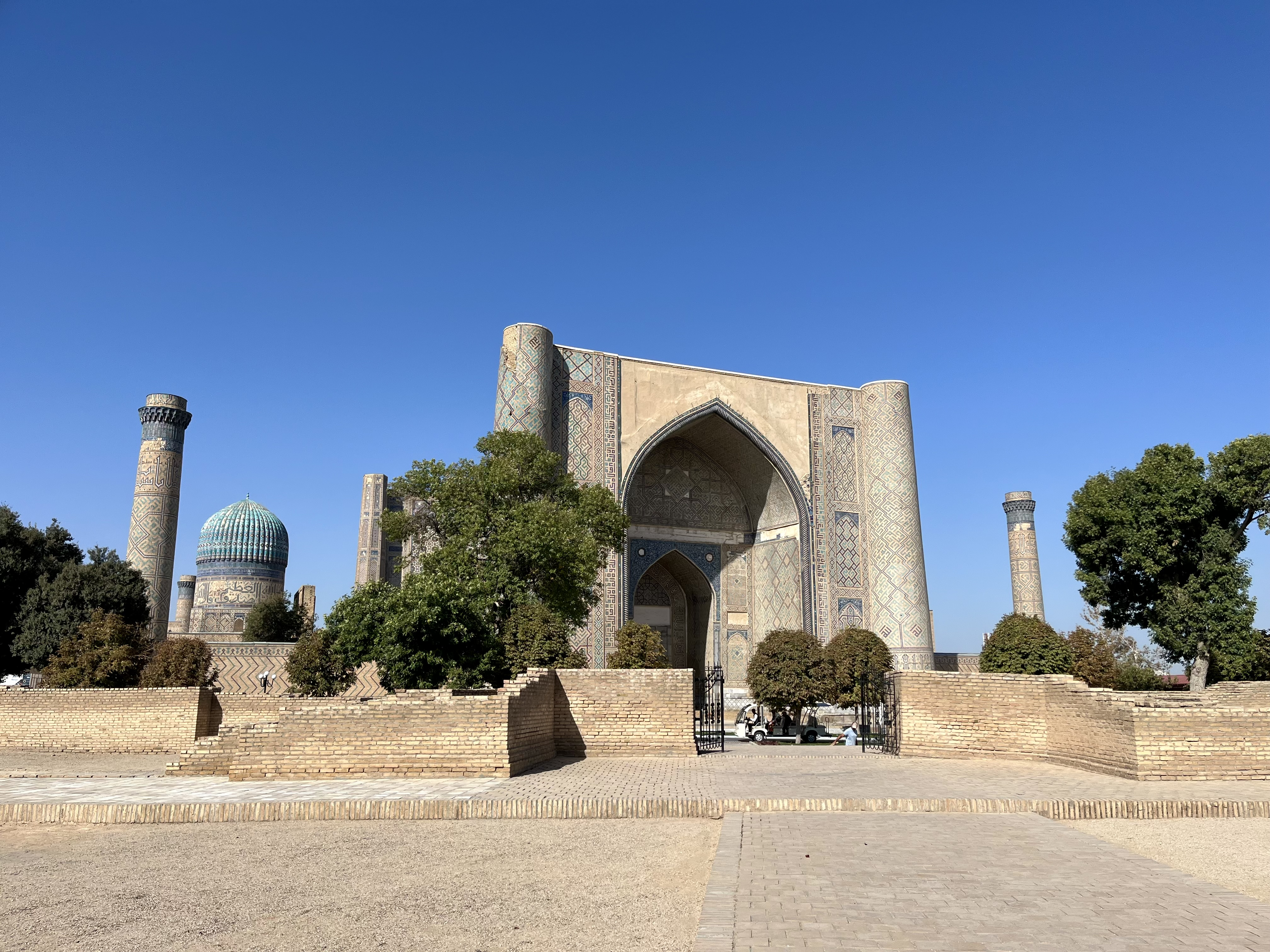
サマルカンドのビービー・ハーヌム・モスク

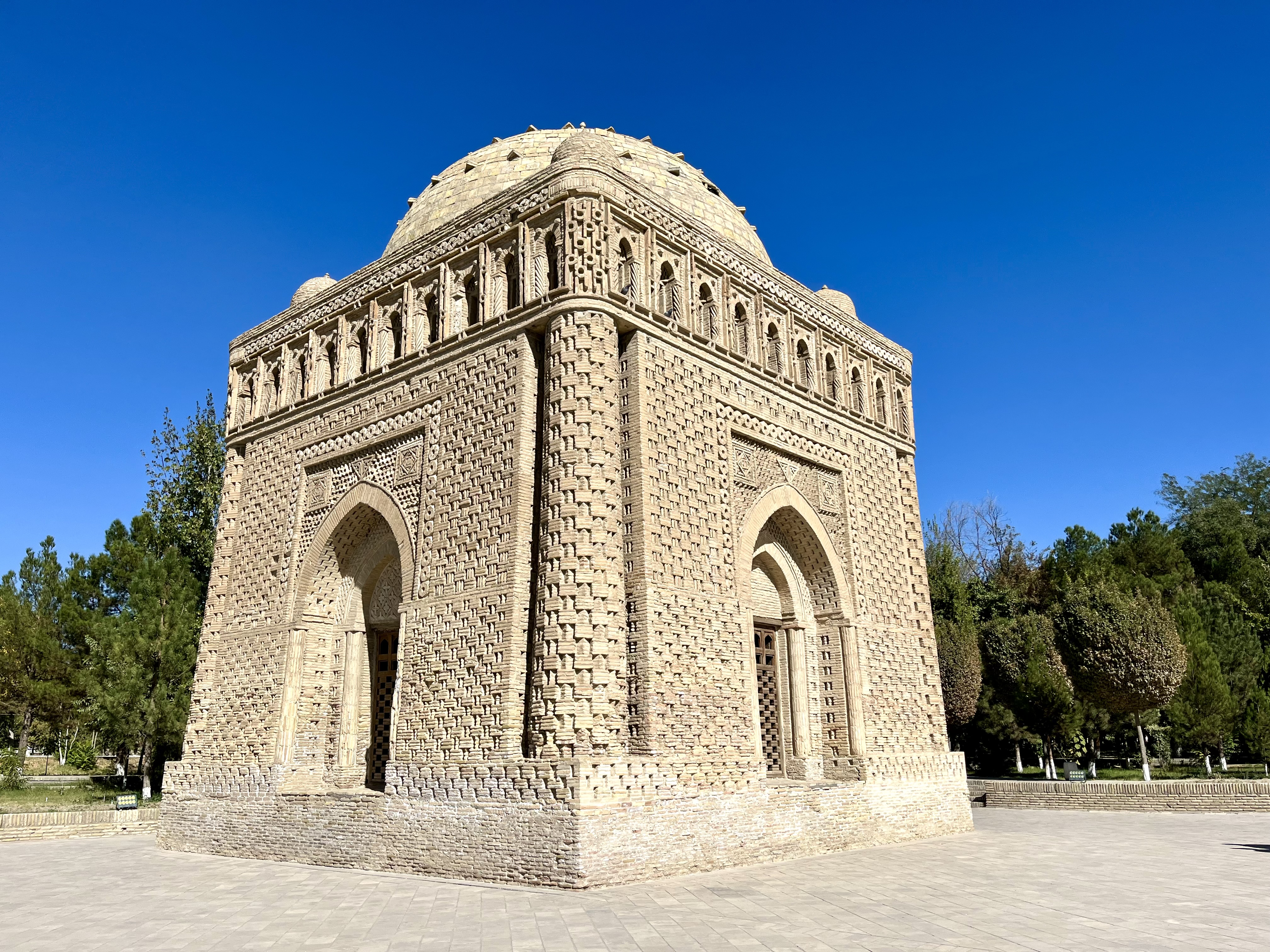
イスマーイール・サーマーニー廟

サマルカンドにはレギスタン広場、ビービー・ハーヌム・モスク、グーリ・アミール廟、シャーヒ・ズィンダ廟群などの観光名所が有り、ブハラにはポイ・カリャン、要塞、イスマーイール・サーマーニー廟、リャビ・ハウズがある。また、ヒヴァはイチャン・カラの他様々なモスク、マドラサ、ミナレットなどが世界的な観光名所として知られている。
サマルカンド建設2750周年を祝い、ユネスコの一般会合においてサマルカンドは世界遺産に登録された。サマルカンドは東洋の真珠と呼ばれる土地の一つである。サマルカンドには多くの独特な文化的建造物があり、ここに中央アジア古代建築の優秀性を見ることができる。シャーヒ・ズィンダ廟群は現在も修復作業が行われている。サマルカンドの中心地域とも言えるこの廟群の再建築の基本的な原理は建造物の保全である。シャーヒ・ズィンダ廟群を含むサマルカンドの一連の建造物は「サマルカンド‐文化交差路」という名前でユネスコの世界遺産に登録されている。
タシュケントはサマルカンド、ブハラ、ヒヴァなどのシルクロードのオアシス都市を観光する際はしばしば観光対象とされないことがあるが、タシュケントにも様々な観光地がある。今日ではシャイフ・ザイヌディン廟やシャイハーン・ターフル、ザンギアタ廟などが人気のある観光スポットとなっている。

ナヴォイ劇場は、アレクセイ・シュチューセフが設計して1939年～1942年、1944年～1947年に建設され、1947年11月にアリシェル・ナヴァーイー生誕500周年を記念して初公開されている。日本人のシベリア抑留者の強制労働により建設されたことで知られている。

## ホラズム州・カラカルパクスタン共和国

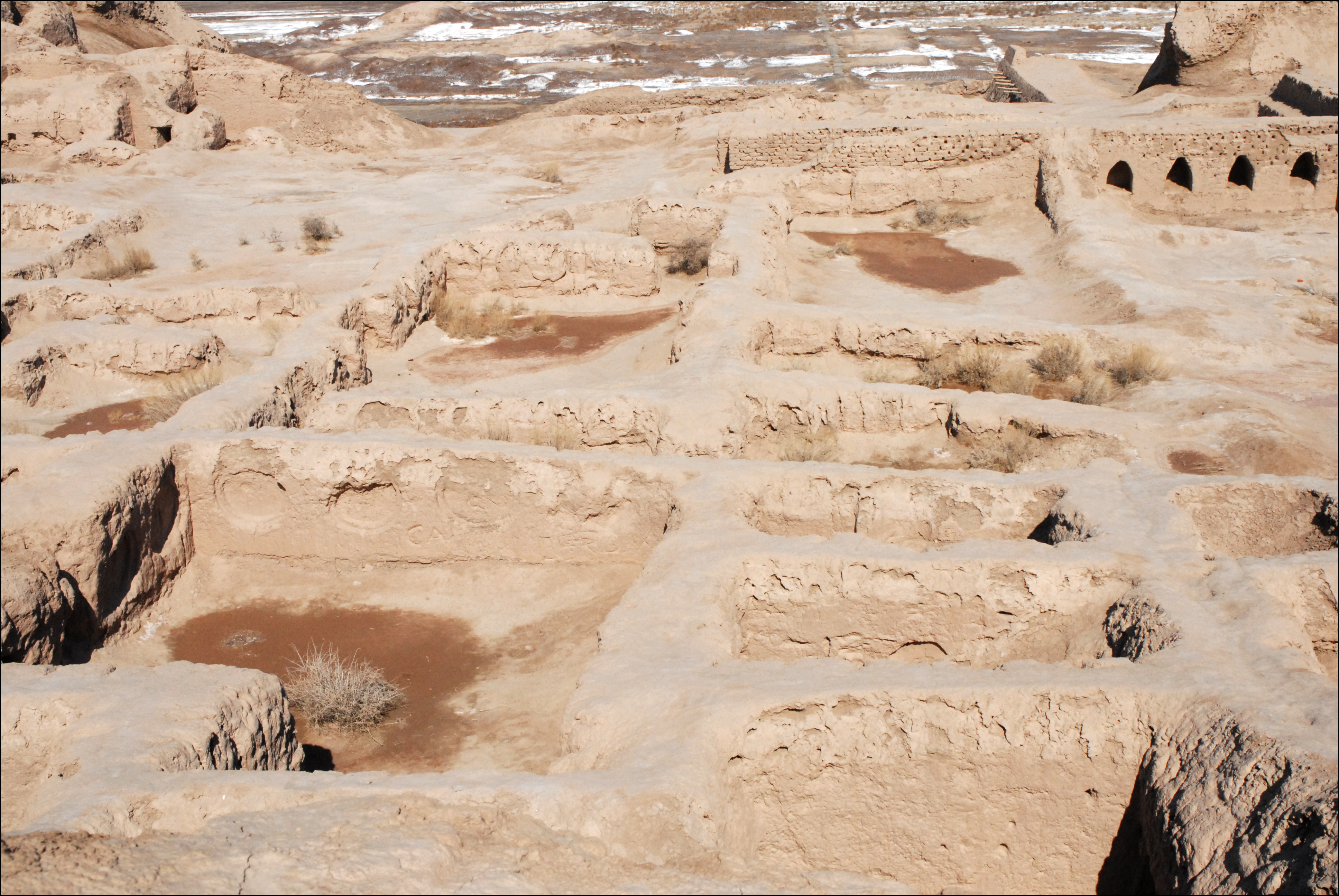
ホラズムにあるトプラク・カラ遺跡

古代のヒヴァはその歴史的、文化的、民族誌的な価値からウズベキスタン国内において、3つの重要な観光スポットの一つである。ホラズム州とカラカルパクスタン共和国の地域には多くの自然、歴史、建築、考古学的な観光地が点在している。ホラズム州単独では約300の歴史的な建造物がある。
この数年間において、この2つの地域の観光産業は新たな機能の追加や観光紹介建築物の建築によって活性化されている。その建造物の一つがヌクスにあるサヴィツキー博物館 (Savitsky Museum)である。この博物館には前衛的で独特な作品群が多数収蔵されている。博物館では様々な宗教関連の作品も展示している。この他にも、かつてアラル海の海岸であった地域の一つであるムイナク地域にある墓地をめぐる自然観光ツアーなどもある。
2005年、ホラズムには43,000人の観光客が訪れ、その内外国人は19,700人であった。彼らの大部分はフランス、ドイツ、イスラエル、イギリス、オーストラリア、日本から来訪した観光客であった。ヒヴァの観光客の年齢層は半数近く (46％) が50～70歳であり、30～40歳の観光客は約21%であった。ホラズムの観光客の32%は観光局から査証に関する支援を受けた上で個人で観光に来ていた。
ウルゲンチの空港は現代化に向けた改修工事が行われ、改修後は国際空港へと昇格した。現在はICAOのファーストカテゴリに対応している。

## 野生動物
キジルクム砂漠では多様かつ貴重な動物相が見られる。キジルクム自然保護区はアムダリヤ川から排出された洪水によってできた土地である。もう一つの自然保護区である「Djeyran」はブハラ南部40kmの地点に位置する。
アイダール湖の周辺地域では釣りやユルト体験、ラクダ乗りなどのアトラクションを楽しむことができる。また、キジルクム砂漠の多様な動物相・植物相に加えて、アラル海から飛来する様々な水鳥を観察することもできる。アイダール湖には様々な魚類が導入されており、現在では釣りは観光の目玉の一つとして扱われている。
サルミシュ渓谷（サルミシュサイ - Sarmishsay として知られている）はカラタウ山地 (Karatau) の南麓に位置し、ナヴァーイーの北東30～40kmに位置する。この地域は約20km2に渡る様々な古代遺跡がある。この地域の遺跡としては、中世、初期鉄器時代、青銅器時代、石器時代に建造された火打石の採石場、鉱山、古代の集落、古墳、地下墳墓、ペトログリフがある。サルミシュ渓谷には未だ発掘されていない4,000点以上のペトログリフがあるとされる。古代より周辺地域において、この場所は神聖な儀式を行う神聖な場所とされてきた。

## 宗教
ウズベキスタンを訪れる観光客の大部分はその理由に宗教にまつわる興味を挙げる。現在、ウズベキスタンには160を超えるイスラム教関連の遺跡がある。シャイフ・ザイヌディン廟やシャイハーン・ターフル、タシュケントのザンギアタ廟、バハーウッディーン廟群、サイーフ・アッディーン・ボハルズィー廟とバヤン・クリ廟、その他多くのブハラの多くの建造物がスーフィズムに関連する建築物である。ウズベキスタンは主にイスラム教を文化のルーツとしている。しかし、ネストリウス派のキリスト教信者も共存していた。
ウズベキスタン初のバプテスト教会の集会は19世紀末にタシュケント郊外の小さな街（ガザルケント、カラバグ、イスカンダル）で始まった。これらの都市の人口はその大部分がロシア帝国からの入植者で構成されていた。

## 歯科
近年では多くの現代的な歯科がウズベキスタンに設立されるようになった。これらの歯科は高い質のサービスを提供している。さらに、西洋やロシアの歯科に比べて非常に安い値段で治療を受けることができる。
ウズベキスタンの歯科は質の高い設備（32本すべての歯をレントゲン撮影するオルソパントモグラフィー、撮影後すぐにコンピュータのモニタ上で診断可能）や質の高い材料、効果的な麻酔を使用している。
歯科では歯周病の予防、手入れ、掃除、歯磨き、洗浄、ガムによるマッサージ、デジタルX線装置を使用した歯の補綴物の手入れなどを行っている。治療後、すべての問題箇所が取り除かれ、歯の色や形は元の健康的な歯へと修復される。補綴物には通常金属もしくはセラミックが使用され、特別な補修が施された義歯となる。

## ウズベキスタンへのアクセス
ウズベキスタンへの観光の際、多くの観光客は首都のタシュケントを経由する。タシュケントには国内便、国際便が発着するタシュケント国際空港があり、タシュケント駅を含む2つのウズベキスタン鉄道の駅がある。また、市内には市営バスや地下鉄などが運行されている。旅慣れた観光客は混雑が起きやすいタシュケント国際空港を避けて観光を行おうとする。タシュケントにはウズベキスタン航空、大韓航空、エア・バルティック、アシアナ航空、ターキッシュ エアラインズ、トランスアエロ航空、アエロフロート、チェコ航空、イラン航空、アスタナ航空、S7航空が就航しており、ウズベキスタン国内にはタシュケント国際空港の他に、国際便が発着する国際空港が7つ存在する。サマルカンド、ブハラ、ウルゲンチ、ナマンガン、アンディジャン、フェルガナ、ヌクスには国内便、国際便が共に発着しており、タシュケントもしくはサマルカンドへの国内便と、主にロシアへの国際便が運行されている。国内便のチケットは国内外にあるウズベキスタン航空の窓口、もしくはウズベキスタン航空のウェブサイト上にて予約、購入が可能である。ウズベキスタン航空は2005年に170万人以上の乗客を1年間に運んだ。
現在、ウズベキスタン航空はソビエト連邦時代から使用されている古い航空機の機体の改修に取り組んでいる。
ウズベキスタン航空には西洋で制作された13の航空機があり、その内訳は7つのボーイング航空機、3機のエアバスA310、3機のRJ-85である。
2005年末に、タシュケント国際空港はウズベキスタン航空の就航地を増やし、現代的な設備に一新、600人に対し食事を提供できるようになったと発表した。新しいシステムは質が高く、観光客に概ね好評である。